# Narembeen Shire
Narembeen Shire är en kommun i Australien. Den ligger i delstaten Western Australia, omkring 270 kilometer öster om delstatshuvudstaden Perth. Antalet invånare var 809 vid folkräkningen 2016.
Följande samhällen finns i Narembeen:
- Narembeen
- South Kumminin